# Kisumu
Kisumu és una ciutat situada a la Kenya occidental, amb una població de 322.724 habitants (segons el cens del 1999). És la tercera ciutat més gran de Kenya (després de Nairobi i Mombasa) i la capital de la província de Nyanza. El port va ser fundat l'any 1901. Tot i que el comerç de la ciutat es va estancar en els anys vuitanta i noranta, actualment s'està revifant gràcies a les exportacions de petroli. Kisumu té un aeroport, amb vols diaris a Nairobi i a altres llocs. Hi ha plans per ampliar aquest aeroport a causa del fet que el comerç està creixent molt ràpidament.